# Natt och år
Natt och år är en äldre juridisk term för tidrymden av ett år. Vid beräkning av tid medräknades enligt svenskt rättsbruk inte den dag då händelsen inträffat, till exempel dagen för ett domstolsutslag. Beräkningen av ett år påbörjades därför dagen efter händelsen. 
Detta är anledningen till beteckningarna "natt och år" samt "år och dag".